# Остапенко Інна Харитонівна
Інна Харитонівна Оста́пенко (нар. 26 квітня 1935, Корюківка) — передовик виробництва в галузі виноградарства.

## Біографія
Народилася 26 квітня 1935 в Корюківці. Розпочала трудову діяльність робітницею. З 1966 року бригадир виноградарської бригади радгоспу-заводу «Коктебель». Передові прийоми догляду за виноградниками, що застосовувалися бригадою, неодноразово пропагувалися на сторінках газет, журналів, в матеріалах ВДНГ СРСР і ВДНГ України.

## Відзнаки
- Державна премія СРСР за 1976 рік;
- орден Трудового Червоного Прапора, орден «Знак Пошани».